# Kari Joutsamo
Kari Juhani Joutsamo, född 28 november 1946 i Ruokolax, död 17 januari 2001 i S:t Karins, var en finländsk jurist.
Joutsamo blev juris doktor 1980. Han innehade 1978–1995 olika akademiska befattningar och vikariat vid Åbo och Tammerfors universitet samt utnämndes 1995 till professor i Europarätt vid Helsingfors universitet för en femårsperiod. Han var en pionjär på Europarättens område i Finland, bland annat med avhandlingen The role of preliminary rulings in the European communities (1979).